# المكتبة العامة بالخبر
المكتبة العامة بالخبر هي مكتبة عامة سعودية تقع في محافظة الخبر، بالمنطقة الشرقية في المملكة العربية السعودية. تمَّ افتتاحها عام 1394هـ (الموافق 1974م). تندرج المكتبة تحت إشراف الشؤون الثقافية التابعة لوزارة الإعلام في المملكة العربية السعودية.

## الخدمات
تُقدِّم المكتبة العامة بالخبر العديد من الخدمات مجاناً لمرتاديها، من ضمنها:
- استعارة داخل المكتبة وخارجها: تتطلب الاستعارة وجود عضوية لدى المكتبة بمبلغ 25 ريالاً للطالب و 35 ريالاً للموظف. وعدد الكتب المسموح باستعارتها: 3 كتب للطالب و3 كتب للموظف لمدة 14 يوماً.
- خدمة تقديم اتصال بالإنترنت.
- خدمة الحاسب الآلي.
- خدمة الإرشاد
- خدمات الباحثين.
- نسخ وتصوير.
- خدمة استقبال الزيارات المدرسية.
- خدمة ذوي الاحتياجات الخاصة.
- أرشفة الأقراص الصلبة والأقراص المدمجة. DVD/CD

## الأقسام
تتكون المكتبة من ثلاثة أدوار تضم المكتبة الرئيسية وتضم عدة مرافق، من ضمنها:
- قسم خاص للنساء.

## الزيارات
المكتبة عامة ومفتوحة لكافة فئات المجتمع. وصل عدد الزوار إلى 8 الآف زائر تقريباً. كما يتم تحديد فترة معينة لكل فئة محددة من الزوار، ففي أيام الدراسة يكون أغلب الزوار من طلاب المدارس بمراحلها الثلاث وكذلك طلاب الجامعات. أما في الإجازة الصيفية، فتكون فئة ذوي الأعمار الكبيرة والموظفين والمعلمين هم أغلب الزوار.

## المشاكل الحالية
تتكون المكتبة من 4 أدوار، إلا أنه أُغلِق الدور الرابع والثاني لسوء خدمات التكييف. كما تعاني المكتبة من نقص التزويد بالكتب الحديثة. حيث أن الكتب التي تصل للمكتبة في كل سنة تكون أغلبها ذات مواضيع متكررة وموجود منها سابقاً. كما انتقد بعض رواد المكتبة غياب الدور الإعلامي الذي يتمثل في توعية وتثقيف أفراد المجتمع بأهمية القراءة، وما تمثله المكتبة من أهمية في زيادة المعرفة والثقافة الشخصية بالقراءة في شتى المجالات.

## المحتويات
تحتوي المكتبة على حوالي 30,000 كتاب في جميع المعارف. وأغلب ما يقرأ وتتم استعارته من قبل رواد المكتبة هو الكتب الإسلامية والتاريخية والأدبية وهناك من يقرأ المجلات الدورية وخصوصاً من زوار القطاع الخاص.

## نظام التصنيف
يتم تصنيف هذه الكتب بشكل يومي عبر مراجعة رفوفها من قبل الموظفين. يُخصص لكل موظف يوماً وحقلاً من تصانيف الكتب لكي يعمل على فرزه.

## مواعيد العمل
من الأحد حتى السبت:
الفترة الصباحية: 8 صباحاً حتى 2 مساء
الفترة المسائية: 4 مساء حتى 9 مساء
الجمعة: 4 عصراً حتى 9 مساء

## وصلات خارجية
- مقابلة مدير المكتبة على قناة السعودية الثقافية.
- لقطات من الاجتماع رقم: 239 لنادي توستماسترز بعنوان: «بلادي لك حبي» الذي أقيم في مسرح المكتبة العامة بالخبر.
- لقطات من محاضرة طبية أقيمت في المكتبة العامة بالخبر.